# Паоло Манделлі
Паоло Манделлі (італ. Paolo Mandelli, нар. 4 грудня 1967, Мілан) — італійський футболіст, що грав на позиції нападника. По завершенні ігрової кар'єри — тренер. З 2022 року входить до тренерського штабу клубу «Модена».
Виступав, зокрема, за клуби «Інтернаціонале», «Фоджа» та «Модена», а також юнацьку збірну Італії.

## Клубна кар'єра
Народився 4 грудня 1967 року в місті Мілан. Вихованець футбольної школи клубу «Інтернаціонале». Дорослу футбольну кар'єру розпочав 1984 року в основній команді того ж клубу, в якій провів два сезони, взявши участь в одному матчі чемпіонату. 
Згодом з 1986 по 1992 рік грав у складі команд «Лаціо», «Самбенедеттезе», «Мессіна», «Реджяна» та «Монца».
Своєю грою за останню команду привернув увагу представників тренерського штабу клубу «Фоджа», до складу якого приєднався 1992 року. Відіграв за команду з Фоджі наступні чотири сезони своєї ігрової кар'єри. Більшість часу, проведеного у складі «Фоджі», був основним гравцем атакувальної ланки команди.
У 1996 році уклав контракт з клубом «Модена», у складі якого провів наступні п'ять років своєї кар'єри гравця. Граючи у складі «Модени» також здебільшого виходив на поле в основному складі команди.
Завершив ігрову кар'єру у команді «Сассуоло», за яку виступав протягом 2001—2003 років.

## Виступи за збірну
У 1987 році дебютував у складі юнацької збірної Італії (U-20).

## Кар'єра тренера
Розпочав тренерську кар'єру відразу ж по завершенні кар'єри гравця, 2003 року, увійшовши до тренерського штабу клубу «Сассуоло», де пропрацював з 2003 по 2011 рік.
У подальшому входив до тренерських штабів клубів «К'єво» та СПАЛ.
З 2022 року входить до тренерського штабу клубу «Модена».